# 科尔迪列拉阿尔塔
科尔迪列拉阿尔塔是巴西圣卡塔琳娜州的一个市镇。总面积83.768平方公里，总人口3361人，人口密度40.1人/平方公里。